# Методы доктора Кэри
«Методы доктора Кэри» (англ. The Carey Treatment) — американский кинофильм. Экранизация произведения, автор которого — Майкл Крайтон.

## Сюжет
Доктор Питер Кэри нанимается на работу в большой бостонский госпиталь. Почти сразу он принимается за расследование одного странного случая, случившегося перед тем, как он приехал. Одного из его новых коллег, блестящего хирурга Дэвида Тао обвиняют в убийстве, точнее в том, что он сделал незаконный аборт пятнадцатилетней девочке, дочери одного из высокопоставленных сотрудников этого же госпиталя, после которого она умерла…

## В ролях
- Джеймс Коберн — доктор Питер Кэри
- Дженнифер О’Нил — Джорджия Хайтауэр
- Пэт Хингл — капитан Пирсон
- Скай Обри — медсестра Анжела
- Джеймс Хонг — Дэвид Тао

1. ↑  Internet Movie Database (англ.) — 1990.